# Erin Cahill
Erin Jessica Cahill (Stafford (Virginia), 4 januari 1980) is een Amerikaanse actrice.

## Biografie
Cahill doorliep de high school aan de Brooke Point High School in haar geboorteplaats Stafford (Virginia), waar zij in 1998 haar diploma haalde. Hier begon zij al met acteren in toneelstukken. Hierna studeerde zij met een beurs aan de Marymount Manhattan College in New York. op negentienjarige leeftijd verliet zij de college voor haar acteercarrière en verhuisde naar Los Angeles.

## Filmografie

### Films
Selectie:
- 2017 Resident Evil: Vendetta - als Rebecca Chambers
- 2011 Beverly Hills Chihuahua 2 – als Rachel Ashe
- 2005 Race You to the Bottom – als serveerster

### Televisieseries
Uitgezonderd eenmalige gastoptredens.
- 2024 Holidazed - als Nora Jacobs - 5 afl.
- 2024 Blue Ridge: The Series - als Blue Ridge: The Series - 2 afl.
- 2017 Stitchers - als Stephanie Fisher - 4 afl.
- 2013 Red Widow – als Felicity – 5 afl.
- 2009-2010 Saving Grace – als Kendra Burke – 6 afl.
- 2009 General Hospital – als Cassandra – 6 afl.
- 2006 Free Ride – als Amber – 6 afl.
- 2002 Power Rangers: Wild Force – als Jen Scotts / Pink Time Force Ranger – 2 afl.
- 2001 Power Rangers: Time Force – als Jen Scotts / Pink Time Force Ranger – 40 afl.

### Computerspellen
- 2012 Call of Duty: Black Ops II – als Chloe Lynch
- 2001 007: Agent Under Fire – als stem
- 2001 Power Rangers: Time Force - als Pink Ranger

- Biblioteca Nacional de España: XX5150931
- Bibliothèque nationale de France: cb15109630s (data)
- International Standard Name Identifier: 0000 0000 4752 6529
- Library of Congress Control Number: no2009008838
- Système universitaire de documentation: 166993107
- Virtual International Authority File: 73688984
- WorldCat: E39PBJccfGTQ6RH39D6BcdJqwC